# یاسوجی کانه‌کو
یاسوجی کانه‌کو (金子 安次 Kaneko Yasuji, ۲۸ ژانویهٔ ۱۹۲۰ – ۲۵ نوامبر ۲۰۱۰) یک سرباز نیروی زمینی امپراتوری ژاپن در دوران جنگ جهانی دوم بود.
شهرت او به سبب اعترافات مبسوطش در زمینه جنایت‌های جنگی و همچنین حضور فعالش در واحد ۷۳۱ است. وی در گفتگویی با روزنامهٔ «جپن تایمز» در ۲۶ سپتامبر ۱۹۹۶ اظهار داشت: «من بیش از ۱۰۰ نفر را با شکنجه کشتم.» او همچنین گفت که به تعداد زیادی چینی تجاوز کرده و آنها را به قتل رسانده‌است.
او در مصاحبه‌ای با یک استاد و فعال انگلیسی به نام «یون چونگ-آن» در دسامبر ۲۰۰۰ گقت: «زنان آسایشگر گران تمام می‌شد. درنتیجه من زنان چینی را می‌ربودم، به آنها تجاوز می‌کردم و سپس می‌کشتم.»
در گفتگوی دیگری با روزنامهٔ واشینگتن پست او مدعی شد که به تعداد زیادی از زنان چینی در خلال جنگ دوم چین و ژاپن تجاوز کرده‌است.